# Tom'

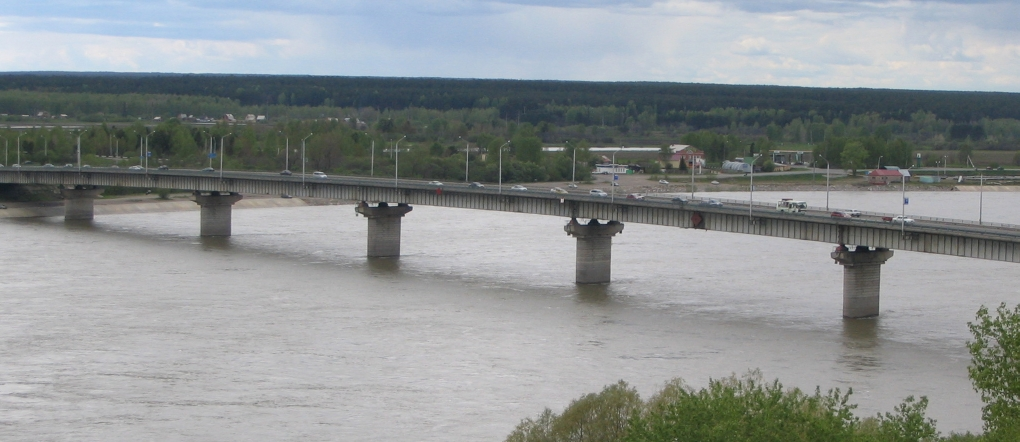
Il ponte comunale sul fiume Tom' a Tomsk.

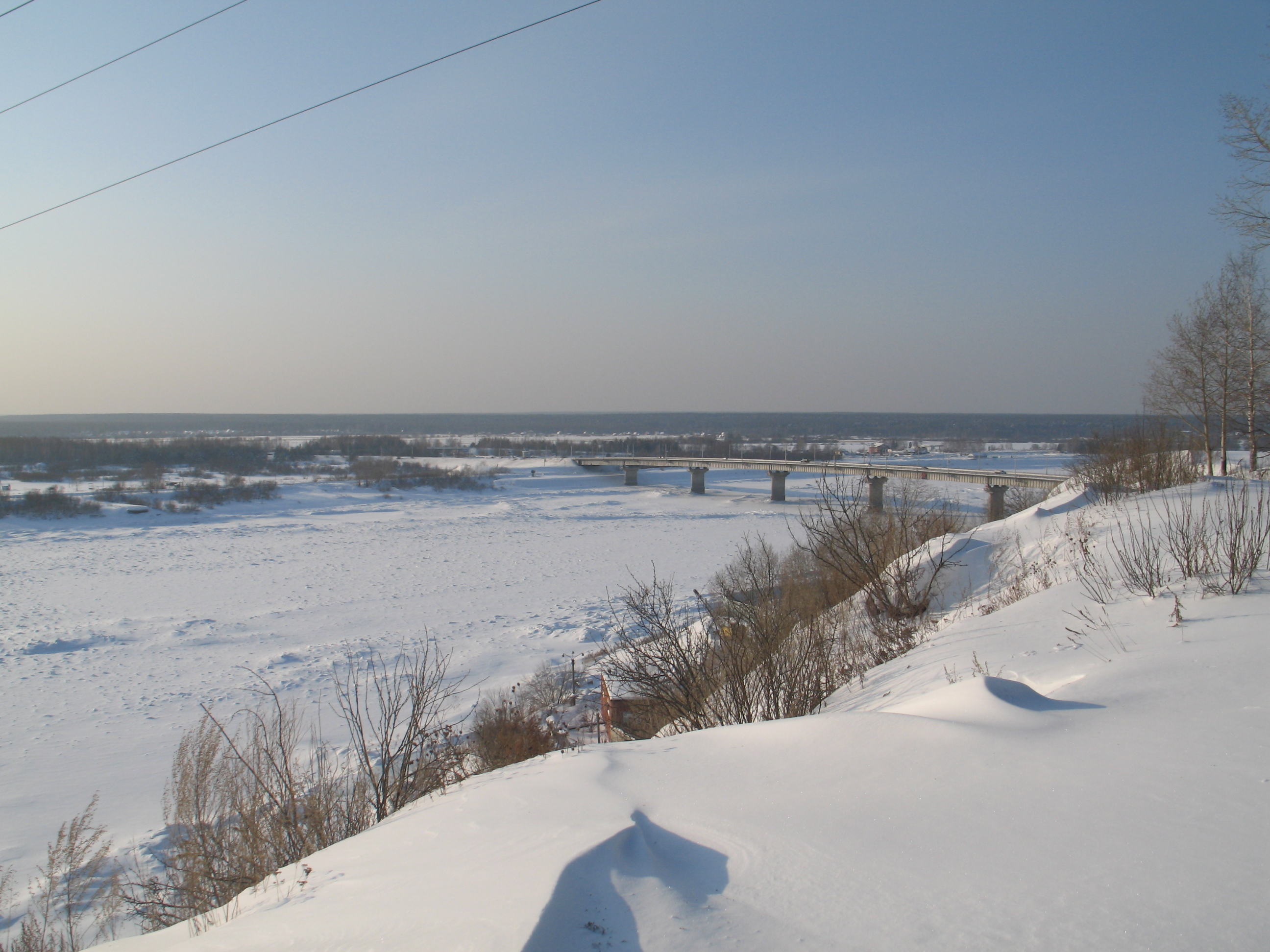
Il ponte comunale sul fiume Tom' a Tomsk d'inverno.

Il Tom'  (in russo Томь?) è un fiume della Russia, affluente di destra dell'Ob'. Il fiume scorre nella Siberia centro-meridionale.

## Percorso
Il Tom' nasce dal versante settentrionale dei monti dell'Abakan (sistema montuoso dei Saiani), nel territorio della Hakassia, e assume inizialmente direzione mediamente occidentale, scorrendo in ambiente montano. Il fiume entra successivamente del territorio del bacino di Kemerovo; bagna la città di Meždurečensk (dove riceve dalla destra l'affluente Usa) e successivamente, alcune decine di chilometri a valle, la città di Novokuzneck (in corrispondenza della quale riceve l'affluente Kondoma. Fra le due città il Tom' riceve un altro importante affluente, il Mras-Su, che confluisce dalla sinistra.
Superata Novokuzneck, il Tom' compie una decisa svolta assumendo una direzione mediamente settentrionale o nordoccidentale che manterrà fino alla foce. In questo tratto il fiume riceve dalla destra idrografica gli affluenti Verchnjaja Ters', Srednjaja Ters', Nižnjaja Ters' (in italiano, rispettivamente, Ters' superiore, Ters' di mezzo e Ters' inferiore) e Tajdon. In questo tratto, nel suo medio corso, il fiume bagna, in successione, le città di Krapivinskij, Kemerovo (capoluogo regionale) e Jurga. A valle di quest'ultima città il fiume entra nella oblast' di Tomsk e nel bassopiano della Siberia occidentale; bagna poi Tomsk e Seversk, prima di sfociare nell'Ob', circa 2.700 chilometri a monte della foce di quest'ultimo nel mare di Kara.

### Ponti
I maggiori ponti che il fiume Tom' incontra nel suo percorso sono:
- il ponte Severskij (in cirillico: Северский мост), sul confine fraSeversk e Tomsk (un ponte lungo 800,7 m, di metallo, aperto nel 1999);
- il ponte Comunale (in cirillico: Коммунальный мост), nel Distretto Kirovskij di Tomsk;
- 2 ponti della ferrovia Transiberiana vicino a Jurga;
- il ponte della ferroviario a Kemerovo;
- il ponte Kuzneckij a Kemerovo;
- il ponte Kuzbasskij a Kemerovo;
- 2 ponti della linea ferroviaria Abakan-Novokuzneck vicino a Novokuzneck;
- il ponte sulla Prospettiva Il'inskij nel Distretto Zavodskoj a Novokuzneck;
- il ponte sulla Prospettiva Stroitelej collega il distretto Centrale e Zavodskoj di Novokuzneck;
- il ponte sulla Prospettiva Družby collega il distretto Centrale e Kuzneckij di Novokuzneck;
- il ponte ferroviario per la stazione delle Ferrovie russe Novokuzneck-Severnyj;
- il ponte sulla Prospettiva Pritomskoe nel distretto Ordžonekidzevskij di Novokuzneck.

## Regime
Il regime idrologico del fiume Tom' è analogo in tutto a quello dei fiumi siberiani, contraddistinti da portate molto basse nel periodo invernale (nel quale si osserva il completo congelamento della sezione del fiume), seguito da accentuatissime piene nel periodo primaverile e all'inizio dell'estate; nel corso dell'estate e dell'autunno le portate calano sensibilmente fino a riportarsi sui bassi valori invernali. Il periodo di gelo del fiume Tom' va all'incirca dai primi di novembre a fine aprile.
I valori medi annui di portata sono di circa 650 m³/s a Novokuzneck, nel medio corso, e salgono a circa 1.050 m³/s in corrispondenza della città di Tomsk, nel basso corso.